# Ступинський міський округ
Сту́пінський район (рос. Ступинский район) — муніципальне утворення на півдні Московської області Росії.
Адміністративний центр — місто Ступіно.

## Географія
Площа району становить 1690 км². Район межує з Серпуховським муніципальним районом, Чеховським, Домодєдовським, Раменським, Воскресенським, Коломенським, Озерським і Каширським районами Московської області.
Основні річки — Ока, Каширка, Лопасня, Городенка, Северка.